# The Minimalists
The Minimalists — американские авторы и подкастеры Джошуа Филдс Миллберн и Райан Никодемус, пропагандирующие минималистский образ жизни. Получили известность своим документальным фильмом «Minimalism», показанным на канале Netflix в 2016 году; их блог о минимализме, по данным Washington Post, имеет до пяти миллионов читателей.

## Ранние годы и работа
Миллберн родился 29 июня 1981 года в Дейтоне, штат Огайо , Никодимус — 23 октября 1981 года в Ноксвилле, штат Теннесси.
Пара росла в Дейтоне, штат Огайо, и его окрестностях, в сложных условиях: семья Миллберна была бедной, часто жила на талоны на питание, и их электричество иногда отключалось  за неуплату. Никодимус был ревностным Свидетелем Иеговы, и его родители разошлись, когда ему было семь лет. В детстве оба выпивали и пробовали наркотики. Они подружились еще в студенческие годы и поддерживали друг друга в достижении американской мечты: хорошо оплачиваемой корпоративной работы.
Со временем  оба достигли высоких должностей, управляя сотнями сотрудников в региональной телекоммуникационной компании. Миллберн был директором по производству и отвечал за 150 розничных магазинов; Никодимус занимался продажами и маркетингом многих из этих магазинов. Они регулярно работали по  60, 70 или даже 80 часов в неделю. Большая часть заработанных шестизначных зарплат уходила на покупки:  их дома были полны одежды, предметов домашнего обихода и гаджетов. «Я тратил  много времени на то, чтобы купить ненужное мне дерьмо», — сказал Миллберн в интервью газете Huffington Post. В статье Birmingham News  их назвали «воплощением занятых, модных и расточительных молодых специалистов».
К 28 годам у них было все, что они хотели: шестизначная зарплата, роскошные автомобили, дизайнерская одежда, большой загородный дом с большим количеством туалетов, чем людей. Но им приходилось работать по 80 часов в неделю,  имея при этом много проблем: злоупотребление наркотиками и алкоголем (Никодемус) и долги (Миллберн).

## Принятие минимализма
Их путь к минимализму начался в октябре 2009 года. «У меня было все, что я когда-либо хотел», — сказал Миллберн журналу Time. «Но мне потребовалось получить все это, чтобы осознать, что я не счастлив».
Когда мать Миллберна скончалась, он не мог решить, что делать с ее имуществом. Изначально он решил арендовать складское помещение и утешился мыслью, что вещи его матери будут там на всякий случай, если они ему когда-нибудь понадобятся. Но затем он  пожертвовал все ее вещи благотворительным организациям, которые могли найти им  лучшее применение. Затем он постепенно раздарил и большую часть собственного имущества.
Вскоре Никодимус, осознав преимущества, которые получает Миллберн, принял аналогичную философию, но в более радикальной форме. Вместо того, чтобы медленно уходить, как это сделал Миллберн, он организовал «упаковочную вечеринку» и за считанные дни продал, подарил или выбросил почти все, что у него было .  После этого он  присоединился к Миллберну и стал  вести минималистский образ жизни, суть которого заключается в обладании  меньшим количеством вещей в обмен на более осмысленную жизнь.

## Развитие и пропаганда
В 2010 году Миллберн и Никодемус запустили веб-сайт, посвященный практикам минимализма. В первый месяц сайт привлек всего 52 посетителя; теперь у него миллионы. С тех пор они опубликовали несколько книг, запустили подкаст и сняли полнометражный документальный фильм о движении минималистов во всем мире «Minimalism: A Documentary About the Important Things»; в 2016 году фильм был приобретен онлайн-стримером Netflix. Они также выступали с лекциями в  Гарварде, а также в компаниях Apple и Google и провели два выступления на TEDx Talks: «A Rich Life with Less» и «The Art of Letting Go».
Правила минималистов не слишком строги: «Мы не призываем людей одеваться в белые одежды, брить головы и жить как монахи», - сказал Никодимус в интервью журналу Las Vegas Weekly. «Наша основная идея состоит в том, чтобы жить осознанно и делать в своей жизни то, что увеличивает ее ценность».
Дуэт отмечает, что они переняли большинство своих идей из долгой истории философов образа жизни, от Эпиктета и Торо до Опры Уинфри. В шутку они говорят, что единственная причина, по которой они смогли называть себя «минималистами», проста: «это доменное имя было доступно за семь долларов», - сказал Миллберн в интервью Boston Globe.
Приняв минималистский образ жизни они все еще работали на корпоративных должностях. Однако вскоре они обнаружили, что материальное благополучие не способствует психологическому здоровью. Поэтому они решили бросить высокооплачиваемую и тяжелую работу, чтобы жить более простой, но, с их точки зрения, более счастливой жизнью.
В 2012 году Миллберн и Никодемус покинули Дейтон  и переехали в хижину на склоне горы недалеко от Филипсбурга, штат Монтана, где они написали первый черновик своих жизненных мемуаров «Everything That Remains». The Boston Globe назвал этот эксперимент «жизнью в стиле Генри Дэвид Торо, но с Wi-Fi». В конце того же года они путешествовали по Соединенным Штатам и Канаде, назвав свою поездку Holiday Happiness Tour.
В 2013 году они переехали в Миссулу, штат Монтана, и вместе с Колином Райтом основали издательскую компанию Asymmetrical Press. В том же году трио провело два небольших тура с лекциями: «Spring into Minimalism Tour» по пяти городам в центральной части США и «Alberta Mini-Tour» в Калгари и Эдмонтоне.
В 2014 году  они описали свои впечатления в книге  All That Remains (Asymmetrical).
В 2016 году The Minimalists выпустили свой первый полнометражный фильм «Minimalism: A Documentary About the Important Things». Выпущенный в прокат примерно в 400 кинотеатрах США, Канады и Австралии, фильм поставил рекорд по кассовым сборам среди независимых документальных фильмов 2016 года. Вскоре фильм был показан онлайн-стримером Netflix.
В 2018 году они построили в Голливуде собственную студию.
В 2019 году они приступили к производству своего второго полнометражного фильма «Less Is Now». Netflix планирует выпустить фильм в мировой прокат в конце 2020 года.

## Подкаст
The Minimalists Podcast с общим числом загрузок более 50 миллионов и до трех миллионов загрузок в месяц входит в сотню лучших шоу Apple Podcasts в восьми странах, включая США, Канаду, Австралию и Великобританию.
Минималисты отказываются продавать рекламу на своих веб-сайтах или подкастах, полагая, что было бы лицемерием писать о том, как лучше жить с меньшими затратами, позволяя другим продавать своим читателям больше товаров В результате их подкаст на 100 % поддерживается слушателями.

## Другие проекты

### Minimalism Life
В 2016 году Миллберн и Никодемус совместно с журналом Minimalissimo и онлайн-изданием 5 Style запустили проект Minimalism Life, объединяющий минималистский дизайн, путешествия и стиль жизни. Девиз проекта — «жить ярче с меньшими затратами».

## Отзывы
По мнению известного американского обозревателя Кайла Чайки (Kyle Chayka): 
Минималисты [...] не ищут простых ответов, наоборот, они постоянно решают встающие перед ними экзистенциальные вопросы о том, как жить в современном мире.

## Личная жизнь
Минималисты живут в Лос-Анджелесе: Миллберн с женой Ребеккой и их дочерью Эллой; Никодемус с женой Мэрайей.

### Нон-фикшн
- Minimalism (Asymmetrical), self-help, 2011
- Everything That Remains (Asymmetrical), memoir, 2014
- Essential (Asymmetrical), essays, 2015
- Love People Use Things (Celadon/Macmillan), relationships, 2021

### Фикшн
- As a Decade Fades (Asymmetrical), novel, 2012

## Фильмография
- Minimalism (Netflix), 2016
- Less Is Now (Netflix), 2020